# Breiavatnet
Breiavatnet eller Bredevannet er en mindre sø i Stavanger centrum i Norge.
Breiavatnet får sit vand fra Mosvatnet gennem Kannikbekken. Afløbet var gennem Skolebekken. I foråret 1899 blev bækken lagt i rør. Det har også været diskuteret om det også har været et afløb ned til Torget i Stavanger, men det er mere usandsynligt.
Ved søen ligger blandt andet Stavanger Domkirke, Byparken, Kongsgård, Kiellandshagen, Atlantic hotell, Josefinestiftelsen, Byterminalen og Stavanger jernbanestation.
Siden 1924 har der været en fontæne i søen.